# Étienne Marilley
Étienne Marilley (Châtel-Saint-Denis, 21 ottobre 1804 – Friburgo, 17 gennaio 1889) è stato un arcivescovo cattolico svizzero.

## Biografia
Figlio di Joseph-Alexis, fabbro, e di Marie-Josèphe Pilloud, frequentò il collegio dei gesuiti Saint-Michel a Friburgo, dove in seguito studiò teologia tra 1826 e il 1830. Fu vicario a Echallens e Ginevra, e direttore del seminario di Friburgo (dal 1835 al 1839), nuovamente vicario (1839) e parroco a Ginevra (1843). Nonostante il governo cantoniero ginevrino lo avesse rifiutato ed espulso dal nel 1844, fu nominato vescovo di Losanna e Ginevra nel 1846 da papa Gregorio XVI e consacrato dall'arcivescovo Alessandro Macioti.
Mobilitò il clero e i fedeli per il Sonderbund e difese i privilegi della Chiesa (soprattutto nel campo dell'educazione) contro il governo radicale friburghese. Quando, nel 1848, diede il consenso al giuramento di fedeltà alla nuova Costituzione solo con delle riserve, fu imprigionato nel castello di Chillon e, con l'approvazione della Conferenza dei cantoni diocesani, espulso verso la Francia, da dove tornò nel 1856. Ritiratosi quale vescovo diocesano nel 1879, nel 1883 fu nominato arcivescovo titolare di Mira.

## Genealogia episcopale
La genealogia episcopale è:
- Cardinale Scipione Rebiba
- Cardinale Giulio Antonio Santori
- Cardinale Girolamo Bernerio, O.P.
- Arcivescovo Galeazzo Sanvitale
- Cardinale Ludovico Ludovisi
- Cardinale Luigi Caetani
- Cardinale Ulderico Carpegna
- Cardinale Paluzzo Paluzzi Altieri degli Albertoni
- Papa Benedetto XIII
- Papa Benedetto XIV
- Papa Clemente XIII
- Cardinale Marcantonio Colonna
- Cardinale Giacinto Sigismondo Gerdil, B.
- Cardinale Giulio Maria della Somaglia
- Cardinale Carlo Odescalchi, S.I.
- Cardinale Costantino Patrizi Naro
- Arcivescovo Alessandro Macioti
- Arcivescovo Étienne Marilley

La successione apostolica è:
- Vescovo Adrian Jardinier (1875)